# Asinara
Asinara és una illa de la Mediterrània, situada entre el mar de Sardenya a l'oest, el mar de Còrsega al nord i el golf d'Asinara a l'est; pel sud està separada de l'illa de Sardenya per un estret canal navegable on es troba l'illa Piana. Forma part de la comuna de Porto Torres, a la província de Sàsser. Té una superfície de 51 km² i actualment està virtualment deshabitada, amb només un resident.

## Història

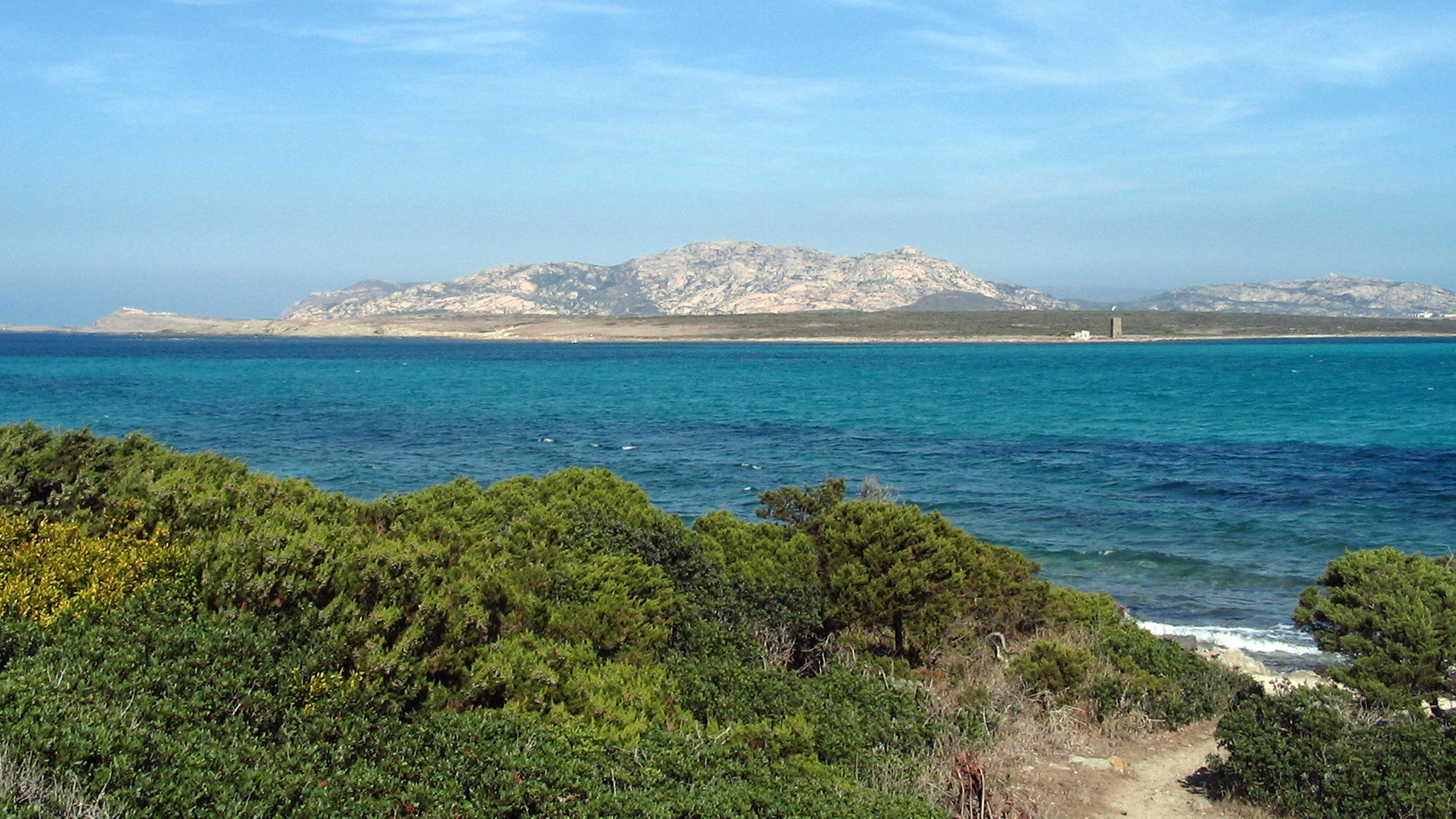
L'illa Asinara vista des de la platja d'Stintino

La presència humana a l'illa data del Neolític, existint domus de Janas a prop de Campu Perdu excavades a la pedra calcària.
Degut a la seva posició central al Mediterrani, l'illa va ser emprada per fenicis, grecs i romans. L'illa també ha estat objecte d'atacs pirates pels sarraïns.
La propietat de l'illa va ser disputada per Pisa, la República de Gènova i la Corona d'Aragó. Des del segle xvii, pastors de Sardenya i Ligúria van colonitzar l'illa.
El 1885 l'illa va esdevenir propietat de l'estat, construint-se un llatzeret i una colònia penal a Cala d'Oliva per ordre del Rei Humbert I. Al voltant de 100 families de pagesos sards i pescadors genovesos que vivien a l'illa van ser obligats a traslladar-se a Sardenya, on van fundar la vila de Stintino.
Durant la Primera Guerra Mundial l'illa va ser emprada com un camp de presoners per 24.000 soldats austríacs i hongaresos, cinc mil dels quals van morir durant el seu empresonament. També va ser emprada com a lloc de detenció de presoners de guerra durant la Segona Guerra Italo-Etíop, la major part d'ells membres de la noblesa etíop.
A la dècada del 1970, les instal·lacions carceràries van ser reaprofitades per a ubicar una presó de màxima seguretat on es van empresonar membres de la màfia i terroristes. Presoners i guàrdies van ser els únics habitants d'Asinara durant uns 110 anys, fins al tancament de la presó al desembre de 1997.

## Parc Natural

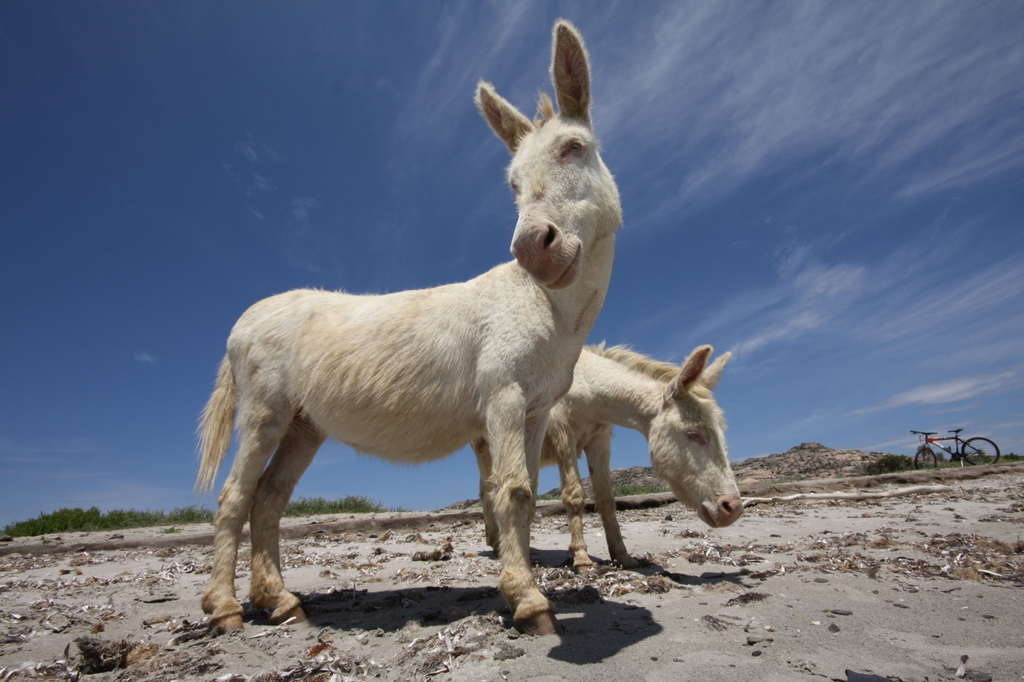
L'ase blanc d'Asinara.

El 1997 es va constituir un Parc Natural a l'illa, al qual des del 1999 només es pot accedir amb visites guiades. Hi està prohibit l'accés en vehicles privats, la pesca i la navegació, excepte per usos autoritzats i només és permès el bany a tres platges de l'illa. El 2002 es va crear una reserva marina a les aigües que envolten Asinara, cobrint 49 quilòmetres de costa i 108 km² de superfície.
Hi ha diferents espècies de mamífers tant natius com introduïts, incloent cavalls, ases, cabres, ovelles i porcs. La vegetació de l'illa és una barreja de plantes natives de Sardenya, plantes comunes del Mediterrani o plantes introduïdes d'altres bioregions. També acull algunes espècies gairebé úniques com l'ase blanc d'Asinara.